# Базалы
Базалы (чеш. Bazaly) — футбольный стадион в Остраве, домашняя арена «Баника».
Был построен в 1959 году. Первый матч на этом стадионе был сыгран 19 апреля 1959 года. Стадион также неодноктратно принимал матчи сборной Чехии.
Арена была реконструирована (добавлены новые сиденья, VIP-места, раздевалки, пресс-центр) в 2003 году, а в 2004 году положен новый газон. В июне 2014 года была анонсирована новая вместимость стадиона на предстоящий сезон — 10 039 мест.